# Aartsbisdom Przemyśl

Bisdommen in Polen
27. Aartsbisdom Przemyśl
28. Bisdom Rzeszów
29. Bisdom Zamość-Lubaczów

Het aartsbisdom Przemyśl (Latijn: Archidioecesis Premisliensis Latinorum, Pools: Archidiecezja Przemyska) is een in Polen gelegen rooms-katholiek aartsbisdom met zetel in de stad Przemyśl. De aartsbisschop van Przemyśl is metropoliet van de kerkprovincie Przemyśl waartoe ook de volgende suffragane bisdommen behoren:
- Bisdom Rzeszów (Rzeszów
- Bisdom Zamość-Lubaczów (Zamość/Lubaczów)

## Geschiedenis
Nadat koning Casimir de Grote van Polen het koninkrijk Galicië-Wolynië onderworpen had, stichtte hij er een aantal bisdommen, waaronder dat van Przemyśl. In het jaar 1421 werd het de zetel van de kerkprovincie Lviv. In het koninkrijk Galicië en Lodomerië (1861-1918) bezat de bisschop van Przemyśl een virilstem in de landdag.
Samen met de stichting van het nieuwe bisdom Rzeszów (een deel van het voormalige gebied van de bisdommen Przemyśl en Tarnów) werd Przemyśl op 25 maart 1992 door paus Johannes Paulus II met de apostolische constitutie "Totus Tuus Poloniae populus" verheven tot metropolitaan aartsbisdom. Rzeszów en Zamość-Lubaczów werden suffragaan aan Przemyśl.

## Bisschoppen
Zie Lijst van bisschoppen en aartsbisschoppen van Przemyśl

## Afbeeldingen

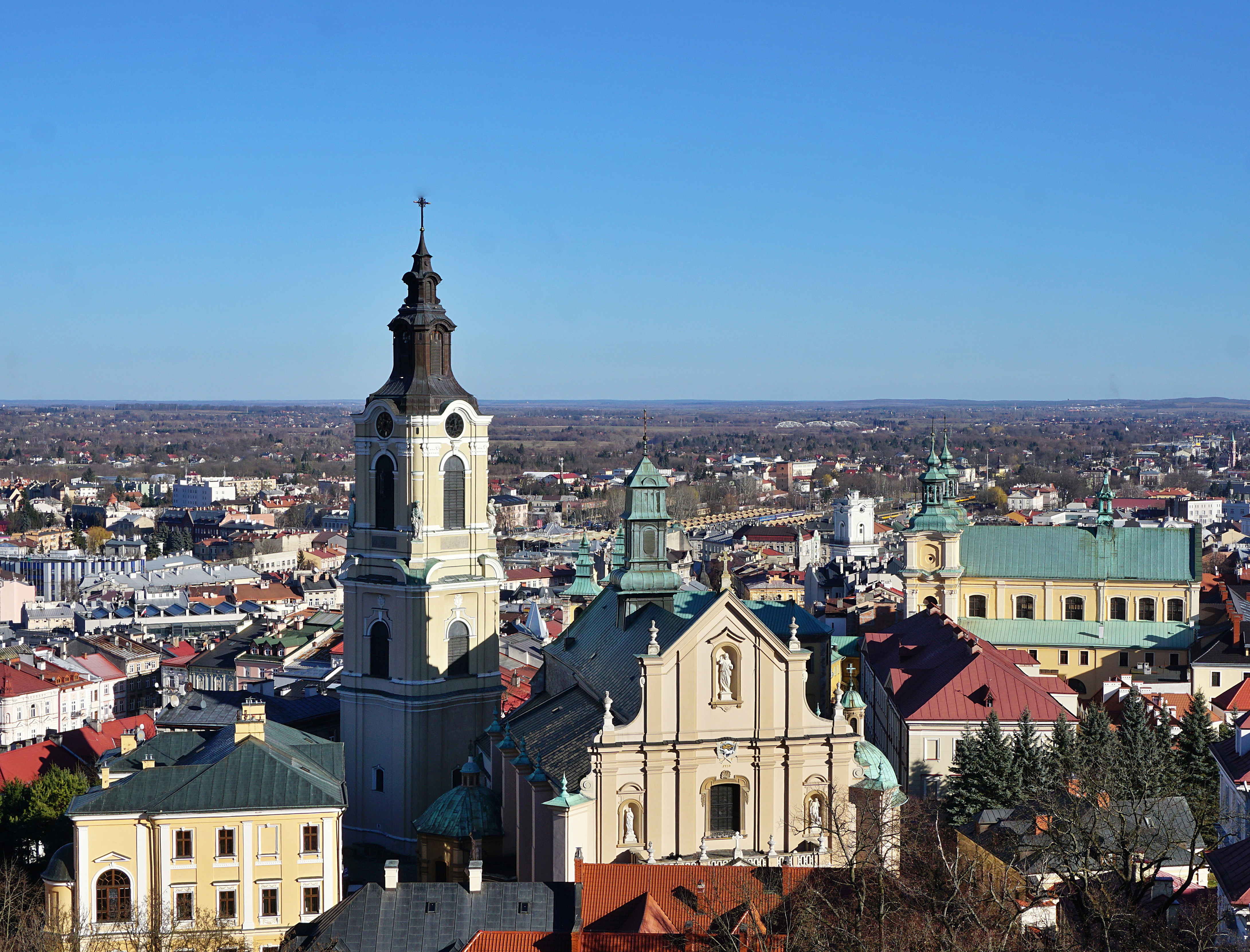
Kathedraal van Przemyśl
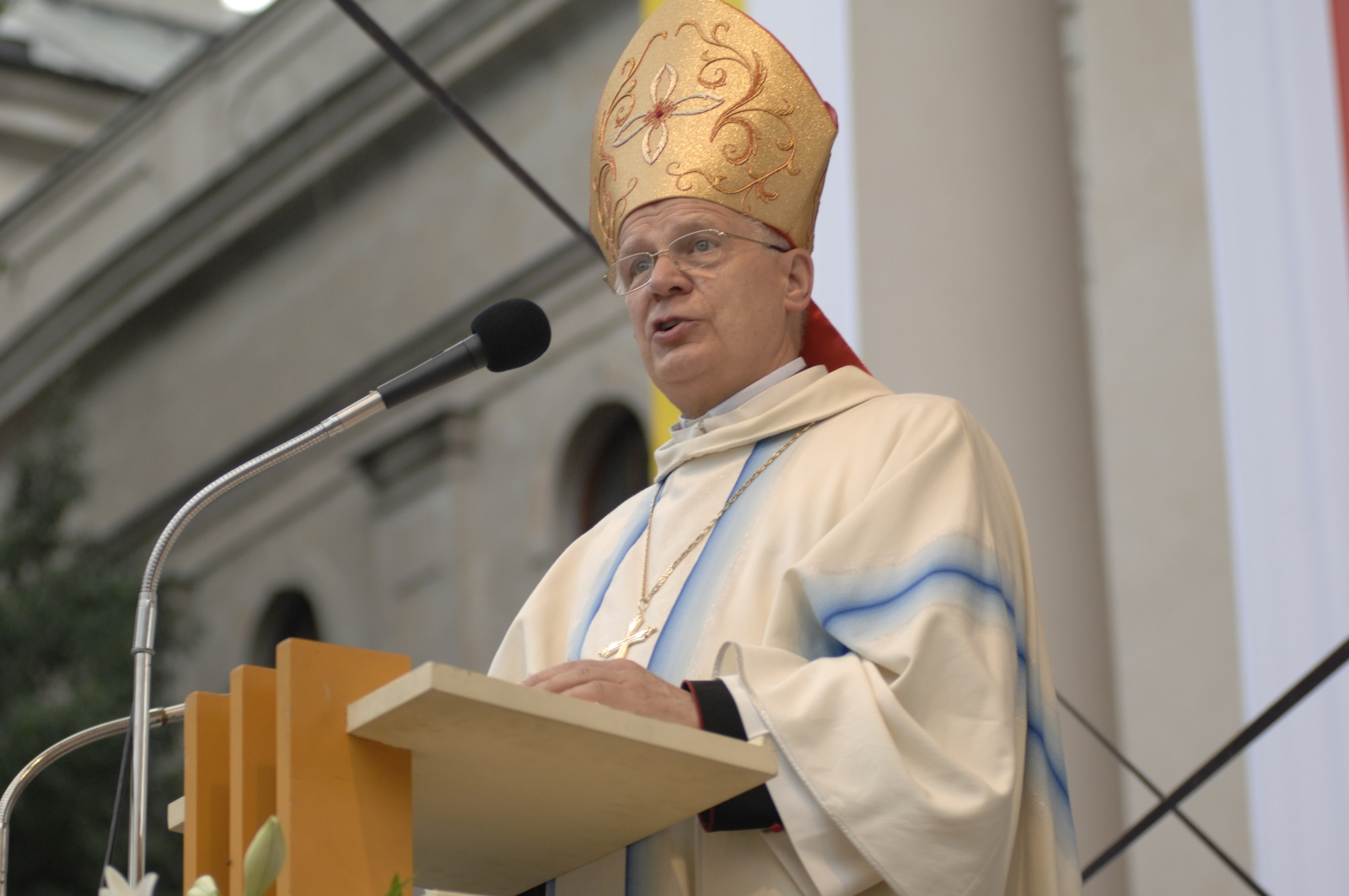
Aartsbisschop Michalik